# Eupithecia omnigera
Eupithecia omnigera là một loài bướm đêm trong họ Geometridae.